# Mount Southard
Mount Southard är ett berg i Antarktis. Det ligger i Östantarktis. Australien gör anspråk på området. Toppen på Mount Southard är 2 400 meter över havet.
Terrängen runt Mount Southard är platt norrut, men söderut är den kuperad. Trakten är obefolkad. Det finns inga samhällen i närheten.